# Батар
Бата́р, Ботар — річка в Україні, в межах Виноградівського району Закарпатської області. Ліва притока річки Тиси (басейн Дунаю).

## Опис
Довжина 53 км, площа водозбірного басейну 393 км². Похил річки 8,9 м/км. Долина V-подібна, подекуди ущелиноподібна, завширшки 10—30 м, нижче, в межах Закарпатської низовини — типова рівнинна річка. Річище дуже звивисте (особливо в пониззі), завширшки від 5 до 35 м, на окремих ділянках каналізоване та обваловане. Використовується на зрошення.

## Розташування
Річка бере початок із джерел на схилах гори Фрасин, що у північно-західній частині Гутинського масиву (частина Вулканічного хребта), на південний схід від села Новоселиці. Тече спершу на захід, далі — на південний захід, паралельно до Тиси. У нижній течії повертає на захід, у пригирловій частині тече на північний захід. Впадає до Тиси на південь від смт Вилок.
Головна притока: Батарч, Єгер (ліві).
- У середній течії на лівобережжі річки розташований ботанічний заказник Юлівська Гора.
- У пониззі річкою проходить українсько-угорський кордон.